# Мохамед, Абделлатиф
Абделлатиф Мохамед Ахмед Мохамед (араб. عبد اللطيف محمد أحمد‎; род. 8 декабря 1995, Дакахлия) — египетский борец греко-римского стиля, участник двух Олимпийских игр, многократный чемпион Африки, бронзовый призёр чемпионата мира 2023 года.

## Карьера
В августе 2016 года на Олимпиаде в Рио-де-Жанейро в схватке на стадии квалификации уступил украинцу Александру Чернецкому и занял 17 место. В октябре 2019 года в китайском Ухане на военных играх завоевал бронзовую медаль. В апреле 2021 года в тунисском Хаммамете на африканском и океанском олимпийский отборочный турнире к Олимпийским играм в Токио завоевал лицензию. В августе 2021 года на Олимпиаде в схватке на стадии 1/16 финала уступил россиянину Сергею Семёнову (1:3) и занял итоговое 9 место.

## Достижения
- Арабский чемпионат по борьбе 2014 — ;
- Чемпионат Африки по борьбе 2015 — ;
- Африканские игры 2015 — ;
- Чемпионат Африки по борьбе 2016 — ;
- Олимпийские игры 2016 — 17;
- Чемпионат Африки по борьбе 2017 — ;
- Арабский чемпионат по борьбе 2018 — ;
- Чемпионат мира среди молодёжи U23 2018 — ;
- Чемпионат Африки по борьбе 2019 — ;
- Африканские игры 2019 — ;
- Летние Всемирные военные игры 2019 —
- Арабский чемпионат по борьбе 2019 — ;
- Чемпионат Африки по борьбе 2020 — ;
- Олимпийские игры 2020 — 9;
- Чемпионат Африки по борьбе 2022 — ;
- Чемпионат Африки по борьбе 2023 — ;